# Cercle (entreprise)
Pour les articles homonymes, voir Cercle (homonymie).
Cercle est une société de musique dont le siège social est à Paris, en France. Elle opère principalement comme un média de diffusion de musique en ligne,, un producteur d'événements et de festivals et un label discographique.
Fondée en 2016 par Derek Barbolla, Cercle est à l'origine spécialisée dans la production et la diffusion en ligne de concerts de musique électronique depuis des lieux insolites ayant une importance culturelle, naturelle, esthétique ou artistique,,. Si la programmation musicale se concentrait à l'origine sur différents sous-genres de la musique électronique (deep house, house, techno, electronica), elle a élargi son spectre à partir de 2021 en mettant en avant des artistes néoclassiques et de jazz comme Sofiane Pamart (2021), Hania Rani (2022) ou Ólafur Arnalds (2023).

## Historique

### Naissance
Derek Barbolla a fondé Cercle en 2016. Dans ses premières vidéos diffusées en direct sur Internet, il invitait chaque lundi un DJ pour une interview suivie d'un DJ set dans son propre appartement. À la suite de plaintes du voisinage, les émissions se sont exportées dans différents lieux parisiens : le "sous-sol d'une sandwicherie", un "club" ou sur une "péniche en mouvement sur la Seine",. Derek Barbolla rencontre Philippe Tuchmann à cette époque au club Faust à Paris, qui est ensuite devenu le directeur artistique du Cercle.
Pol Souchier, réalisateur et responsable de la communication de Cercle, explique dans une interview pour Billboard que l'idée de produire des concerts dans des lieux du patrimoine culturel "n'était pas là au départ". Elle a germé dès leur premier live à la Tour Eiffel en octobre 2016 avec le DJ français Møme à l'occasion de la sortie de son album Panorama,. Derek avait simplement envoyé une demande de prestation musicale en direct via la "page de contact du site internet" de la Tour Eiffel et "ils étaient intéressés". Selon Pol Souchier, ce live avec Møme a attiré de "20 000" à "30 000" spectateurs simultanés sur le livestream, a totalisé "700 000 vues" sur la vidéo de l'époque et a donc été leur premier succès viral. C'était le début des « lundis Cercle » depuis des lieux du patrimoine culturel et naturel à travers le monde,,. Chaque lundi, Cercle invitait un artiste pour une performance live ou un DJ set en direct, de 1 heure. L’invité est ensuite interviewé par Cercle, avec des questions des auditeurs en ligne.

## Cercle Shows
Cercle a diffusé plus de 240 émissions (sous le nom de "Cercle Shows") dans 31 pays différents, parmi les plus connues : 
- Ben Böhmer sur une montgolfière au-dessus de Cappadoce, Turquie (2020)[4]
- Boris Brejcha au Château de Fontainebleau[17] (2018), au Grand Palais[18] de Paris (2019) et aux Arènes de Nîmes (2022)[19],[20],[21]
- Black Coffee à Salle Wagram, Paris, France (2018)[22]
- FKJ dans le Salar d'Uyuni, Bolivie (2019)[23]
- Sofiane Pamart sous les aurores boréales, Laponie, Finlande (2021)[9],[24]
- Fatboy Slim au Brighton i360, Royaume-Uni (2019)
- Nina Kraviz depuis le premier étage de la Tour Eiffel, Paris (2018)[25],[26]
- Carl Cox au Château de Chambord (2018)[27],[28]
- Amelie Lens à l'Atomium de Bruxelles, Belgique (2019)[29]
- Disclosure au Parc national des lacs de Plitvice, Croatie (2020)[1]
- Stephan Bodzin au Piz Gloria, Suisse (2018)[30]
- Sébastien Léger aux Pyramides de Gizeh, Égypte (2020)[31]
- Adriatique à l'Alpe d'Huez, dans les Alpes, France (2019)[32]
- Solomun au Théâtre antique d'Orange, France (2018)[33]
- WhoMadeWho aux Temples d'Abou Simbel, Egypte (2021)[34]
- ZHU à Hakuba Iwatake, Nagano, Japon (2020)[35]
- The Blaze à l'Aiguille du Midi, Chamonix, France (2020)[36],[37],[38]
- Above & Beyond à Guatapé, Colombie (2021)[39]
- Bedouin à la Khazneh, Pétra, Jordanie (2022)[40],[41]

## Cercle Records
Cercle Records est une maison de disque fondée en septembre 2020 et appartenant à la société mère Cercle,. Depuis sa création, Cercle Records a publié des singles ou EPs d'artistes invités sur la chaîne Cercle, tel que Cappadocia, Canopée des Cîmes de Jan Blomqvist (2022), Abu Simbel de WhoMadeWho (2021) ou encore BOREALIS de Sofiane Pamart (2021).

## Cercle Festival
Cercle a produit trois festivals (sous le nom de "Cercle Festival") en 2019, 2022 et 2024.

### Cercle Festival 2019
Le Cercle Festival 2019 a eu lieu le 11 mai 2019 au Château de Chambord à l'occasion du 500e anniversaire du château.

### Cercle Festival 2022
Initialement prévue les 10 et 11 octobre 2020, cette édition du Cercle Festival a été reportée deux fois en raison de la pandémie de Covid-19, et a finalement eu lieu les 14 et 15 mai 2022 au Musée national de l'air et de l'espace près du Bourget, en France, avec une capacité totale de 24 000 personnes sur toute la durée de l'événement. Le festival présentait un line-up de 28 artistes internationaux. Cette édition du festival a été nommée "Meilleur festival de musique électro en France 2022" aux Heavent Awards.

### Cercle Festival 2024
Le Cercle Festival 2024 s'est déroulé les 25 et 26 mai 2024 au Musée national de l'air et de l'espace près du Bourget, en France, avec une capacité totale de 24 000 personnes à guichets fermés. Selon Notion Magazine, plus de « 140 000 personnes » s'étaient pré-inscrites pour avoir accès aux billets de l'événement. L'affiche comprenait des artistes internationaux de musique électronique tels que Dixon, The Blaze, The Blessed Madonna, Sven Väth, ainsi qu'une performance de DJ en back-to-back (« b2b ») retransmise en direct par Disclosure et Mochakk,.

## Cercle Odyssey
Le 3 juin 2024, Cercle a annoncé le lancement de « Cercle Odyssey », un concept d'expériences immersives de concert. La société a décrit le concept comme des installations de concerts nomades à grande échelle, avec des projections visuelles panoramiques synchronisées à la performance musicale de l’artiste programmé. Ces images sont projetées sur des « écrans massifs » — mesurant environ 12 mètres de haut et 55 mètres de long — conçus pour « envelopper le public »,.
Selon un article publié sur Billboard, le nom du concept « Cercle Odyssey » fait référence à l'Odyssée d'Homère et aborde le thème du retour à la maison. Le film diffusé sur les écrans sera supervisé par le réalisateur Neels Castillon du Ridley Scott Creative Group, cofondateur de l'agence de production visuelle parisienne Motion Palace.
L'annonce de Cercle a mis en avant les ambitions environnementales de la scénographie de l'Odyssée en réaction aux tendances contemporaines énergivores de l'industrie du spectacle vivant. Selon Billboard, « le matériel de sonorisation, d'éclairage et de projection utilisé pour chaque représentation [sera] loué localement dans chaque ville de représentation respective ». La compagnie note qu'en utilisant 29 projecteurs de pointe au lieu d'écrans LED traditionnels pour éclairer la scénographie, le spectacle ne nécessite pas le transport d'un grand nombre d'écrans LED, réduisant ainsi les émissions de carbone liées au transport du spectacle ».
Le 6 juin 2024, Cercle a annoncé les premières dates de tournée de Cercle Odyssey en 2025 à Los Angeles, Paris et Mexico,.

## Autres formats

### Cercle Stories
En octobre 2020, Cercle a introduit Cercle Stories, un nouveau format audiovisuel qui vise à mettre en valeur un titre musical produit par un artiste et interprété dans un lieu présentant un intérêt culturel, historique, naturel ou esthétique,,. Le moyen métrage Cercle Story : Chapter Two a été présenté en avant-première au Grand Rex à Paris, suivi d'une soirée de lancement avec les artistes du chapitre au Rex Club en juin 2022.

### Cercle Moment
Depuis 2022, Cercle a également développé un nouveau format d'expérience de voyage, Cercle Moment. Par exemple, Cercle a annoncé en décembre 2022 une expérience de "voyage de cinq jours le long du Nil" en février 2023, qui aboutira au concert d'Adriatique au Temple d'Hatshepsout près de Louxor, en Égypte,,.